# Puchar Estonii w piłce siatkowej mężczyzn (2017)
Puchar Estonii w piłce siatkowej mężczyzn 2017 (Eesti Karikavõistlused 2017) – rozgrywki o siatkarski Puchar Estonii rozegrane w dniach od 8 października do 29 grudnia 2017 roku. Finał odbył się w Tartu Ülikooli Spordihoone w Tartu.
W rozgrywkach o Puchar Estonii wzięło udział 10 zespołów. Puchar Estonii zdobyła drużyna Saaremaa VK, pokonując w finale Bigbank Tartu.

## Drużyny uczestniczące
| Credit24 Meistriliiga 7 drużyn | Credit24 Meistriliiga 7 drużyn |
| ------------------------------ | ------------------------------ |
| Bigbank Tartu                  | finał                          |
| Järvamaa VK                    | 1. runda                       |
| Pärnu VK                       | ćwierćfinał                    |
| Rakvere VK                     | półfinał                       |
| Saaremaa VK                    | zwycięstwo                     |
| Selver Tallinn                 | ćwierćfinał                    |
| TTÜ                            | półfinał                       |

| Esiliiga 3 drużyny     | Esiliiga 3 drużyny |
| ---------------------- | ------------------ |
| EMÜ SK                 | 1. runda           |
| LotusTimber/Neemeco SK | ćwierćfinał        |
| TTÜ/Kiili              | ćwierćfinał        |

## 1. runda
| Data       | Drużyna 1     |     | Drużyna 2   | Sety                         |
| ---------- | ------------- | --- | ----------- | ---------------------------- |
| 12.10.2017 | Bigbank Tartu | 3:1 | Järvamaa VK | (25:16, 23:25, 25:15, 28:26) |
| 15.10.2017 | Bigbank Tartu | 3:1 | Järvamaa VK |                              |
| 08.10.2017 | Saaremaa VK   | 3:0 | EMÜ SK      | (25:15, 25:21, 25:9)         |
| 14.10.2017 | Saaremaa VK   | 3:0 | EMÜ SK      | (25:9, 25:15, 25:15)         |

## Ćwierćfinały
| Data       | Drużyna 1              |     | Drużyna 2      | Sety                                |
| ---------- | ---------------------- | --- | -------------- | ----------------------------------- |
| 25.10.2017 | Pärnu VK               | 3:2 | Bigbank Tartu  | (32:34, 18:25, 27:25, 25:20, 15:12) |
| 29.11.2017 | Pärnu VK               | 1:3 | Bigbank Tartu  | (26:28, 24:26, 27:25, 21:25)        |
| 19.11.2017 | LotusTimber/Neemeco SK | 0:3 | TTÜ            | (20:25, 14:25, 15:25)               |
| 21.11.2017 | LotusTimber/Neemeco SK | 0:3 | TTÜ            | (16:25, 22:25, 18:25)               |
| 16.11.2017 | Rakvere VK             | 3:0 | TTÜ/Kiili      | (25:11, 25:21, 25:17)               |
| 23.11.2017 | Rakvere VK             | 3:0 | TTÜ/Kiili      | (25:11, 26:24, 25:18)               |
| 25.10.2017 | Saaremaa VK            | 3:0 | Selver Tallinn | (25:23, 25:17, 25:23)               |
| 22.11.2017 | Saaremaa VK            | 3:0 | Selver Tallinn | (25:22, 28:26, 25:22)               |

## Półfinały
| Data       | Drużyna 1     |     | Drużyna 2   | Sety                         |
| ---------- | ------------- | --- | ----------- | ---------------------------- |
| 12.12.2017 | Bigbank Tartu | 3:0 | TTÜ         | (25:20, 25:16, 25:15)        |
| 15.12.2017 | Bigbank Tartu | 3:1 | TTÜ         | (25:19; 25:16; 26:28; 25:15) |
| 06.12.2017 | Rakvere VK    | 0:3 | Saaremaa VK | (18:25, 23:25, 17:25)        |
| 14.12.2017 | Rakvere VK    | 1:3 | Saaremaa VK | (16:25, 25:16, 20:25, 14:25) |

## Finał
| Data       | Drużyna 1     |     | Drużyna 2   | Sety                               |
| ---------- | ------------- | --- | ----------- | ---------------------------------- |
| 12.12.2017 | Bigbank Tartu | 2:3 | Saaremaa VK | (25:23, 18:25, 25:22, 15:25, 9:15) |